# 庄野润三
庄野润三（日语：／ Shono Junzo ?，1921年2月9日—2009年9月21日），日本小說家，庄野英二之弟。

## 生平
1921年于大阪府東成郡住吉村（現大阪市）出生。毕业于帝塚山学院小学与大阪府立住吉中学校，1941年12月从大阪外国語学校（現大阪大学外語学部）英文系毕业。并在九州帝国大学法文学部专攻东洋史，因战争期间的特殊措施提前毕业，作为海军预备役一员。
战争结束后于大阪府立今宮中学校（大阪府立今宮高等学校）教授历史，作为棒球部部长野球部長带领同校棒球部参加第19屆選拔中等學校棒球大會（1947年）。之后入职朝日放送公司。1955年小说《游泳池畔的小景》获得第32届芥川龍之介奖，作为战后第三代作家的一员获得知名度。1965年小说获得读卖文学奖、1969年小说获得艺術選奖文部大臣奖，1971年小说《絵合せ》获得野間文艺奖，1972年小说《明夫和良二》获得毎日出版文化奖，1973年获得日本艺術院奖，1978年成为日本艺術院会員。
在住吉中学就读时的国语老师是詩人伊東静雄，九州帝国大学时期島尾敏雄是大自己一学年的学长。即使诗人又是儿童文学作家的阪田宽夫是小学，中学时的同级生，在朝日放送公司两人也是同事，关系较为亲近。
父亲是帝塚山学院第一任校长庄野貞一，兄长是作为儿童文学作家和帝塚山学院校长的庄野英二。弟弟庄野至是織田作之助奖获奖者。
2009年9月21日上午10点44分，于川崎市多摩区生田的住宅去世。享年88岁。追赠从四位。戒名文江院徳照潤聡居士。

## 獲獎經歷
- 1955年 -《游泳池畔的小景（日语：プールサイド小景）》获得芥川龍之介獎
- 1960年 -《靜物（日语：静物 (小説)）》获得新潮社文学奖
- 1966年 -获得读卖文学奖小说奖
- 1969年 -获得艺术选奖文部大臣奖
- 1971年 -獲得野間文藝獎
- 1972年 -《明夫和良二》獲得每日出版文化奖、红鸟文学奖

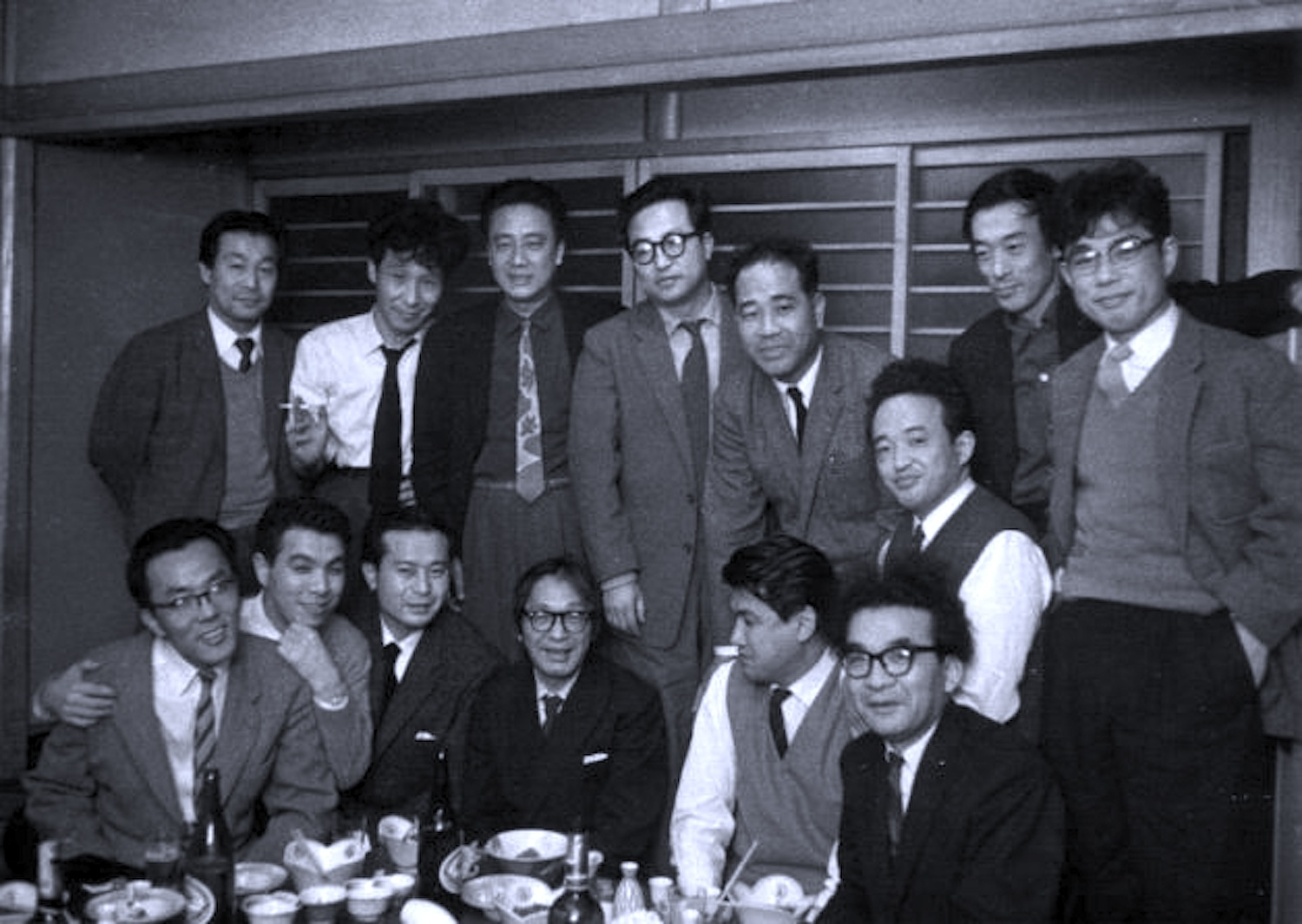
战后第三代作家
----
1954年1月于东京组织的庄野润三《爱抚》和小岛信夫《小枪》出版纪念会上出席的战后第三代作家们。
第一排从左至右：远藤周作、不詳、不詳、十返肇、不詳、吉冈达夫。
第二排从左至右：不詳、安冈章太郎、不詳、小岛信夫、庄野潤三、小沼丹、吉行淳之介、进藤纯孝。

- 1973年 - 日本藝術院獎[5]

## 主要作品
- 1953年
- 《游泳池畔的小景（日语：プールサイド小景）》 1955年
-  1955年
-  1956年
-  1959年
- 《靜物（日语：静物 (小説)）》 1960年
-  1961年
-  1962年
- 　1963年
- 　1964年
-  1964年
-  1965年
- 　1967年
-  1967年
-  1968年
-  1968年
-  1969年
-  1970年
-  1970年
-  1971年
-  1971年
-  1972年
-  1973年
-  1974年
-  1975年
-  1976年
-  1977年
-  1978年
-  1979年
-  1980年
-  1980年
-  1982年
-  1984年
-  1984年
-  1985年
-  1986年
-  1987年
-  1988年
-  1989年
-  1991年
-  1991年
-  1992年
-  1994年
-  1995年
-  1996年
-  1997年
-  1998年
-  1998年
-  1999年
-  2000年
-  2001年
-  2002年
-  2002年
-  2003年
-  2004年
-  2005年
-  2006年
-  2007年
-  2007年
- 2011年 （早期作品，于2011年出版）
-  2014年
-  2018年
-  2020年（早期随笔集）